# Zdeněk Balabán
Zdeněk Balabán (* 17. května 1955, Brno) je bývalý český hokejový útočník. Po skončení aktivní kariéry působil jako trenér.

## Hokejová kariéra
V československé lize hrál za TJ Zetor Brno. Odehrál 9 ligových sezón, nastoupil ve 297 ligových utkáních, dal 46 ligových gólů a měl 41 asistencí. V nižších soutěžích hrál během povinné vojenské služby za VTJ Litoměřice a Duklu Jihlava „B“ a po skončení ligové kariéry za Lokomotivu Ingstav Brno a TJ Baník Hodonín. V zahraničí působil v týmu KHL Mladost Zagreb.

## Klubové statistiky
| Sezona    | Klub                       | Soutěž  | Základní část | Základní část | Základní část | Základní část | Základní část |
| Sezona    | Klub                       | Soutěž  | Z             | G             | A             | B             | TM            |
| --------- | -------------------------- | ------- | ------------- | ------------- | ------------- | ------------- | ------------- |
| 1974/1975 | VTJ Litoměřice             | 3. liga | 20            | 12            | 14            | 26            | 8             |
| 1974/1974 | Dukla Jihlava „B“          | 2. liga | 6             | 3             | 5             | 8             | 4             |
| 1975/1976 | Dukla Jihlava „B“          | 2. liga | 22            | 14            | 9             | 23            | 18            |
| 1976/1977 | TJ Zetor Brno              | 1. liga | 20            | 3             | 1             | 4             | 6             |
| 1977/1978 | TJ Zetor Brno              | 1. liga | 35            | 5             | 2             | 7             | 4             |
| 1978/1979 | TJ Zetor Brno              | 1. liga | 34            | 3             | 5             | 8             | 12            |
| 1979/1980 | TJ Zetor Brno              | 1. liga | 35            | 5             | 8             | 13            | 2             |
| 1980/1981 | TJ Zetor Brno              | 2. liga | 37            | 8             | 8             | 16            | 10            |
| 1981/1982 | TJ Zetor Brno              | 1. liga | 33            | 5             | 2             | 7             | 4             |
| 1982/1983 | TJ Zetor Brno              | 1. liga | 43            | 9             | 7             | 16            | 10            |
| 1983/1984 | TJ Zetor Brno              | 1. liga | 44            | 7             | 13            | 20            | 14            |
| 1984/1985 | TJ Zetor Brno              | 1. liga | 40            | 8             | 3             | 11            | 2             |
| 1985/1986 | TJ Zetor Brno              | 1. liga | 13            | 1             | 0             | 1             | 2             |
| 1986/1987 | TJ Lokomotiva Ingstav Brno | 2. liga | 34            | 10            | -             | -             | -             |
| 1987/1988 | TJ Lokomotiva Ingstav Brno | 2. liga | 46            | 7             | -             | -             | -             |
| 1988/1989 | TJ Baník Hodonín           | 3. liga | 28            | 11            | 16            | 27            | -             |
| 1989/1990 | TJ Lokomotiva Ingstav Brno | 2. liga | -             | 7             | -             | -             | -             |
| 1990/1991 | HC Brno                    | 2. liga | -             | -             | -             | -             | -             |